# Hugo Hernán Iter
Hugo Hernán Iter López (La Serena, 24 de febrero de 1949 - La Serena, 25 de enero de 2025) fue un futbolista chileno que jugaba como delantero. Jugó en Deportes La Serena, Deportes Ovalle y Coquimbo Unido, siendo en los granates donde se convirtió en uno de sus máximos referentes. 

## Trayectoria
Empezó su carrera a nivel amateur en el club Unión Coll, para luego pasar al Unión Santos, ambos clubes de la población Coll, en el sector de La Antena, en La Serena. Debido a esto, Iter recibió el apodo de "El Expreso de La Coll", por su velocidad y por provenir de dicho lugar. 
En el año 1969, tras realizar una prueba, se une a Deportes La Serena, sin embargo, antes de jugar por los granates, es enviado a préstamo a Deportes Ovalle. Debuta a nivel profesional el 21 de julio de 1971 ante Bádminton de Curicó.  Al año siguiente vuelve a La Serena, jugando su primer partido contra la Universidad Católica el 15 de abril de 1972. 
Con los granates cumplió sus mejores campañas, anotando 81 goles en 261 partidos. En 1978 tuvo un nuevo paso por Deportes Ovalle y en 1982, tuvo una breve estadía por el archirrival del club papayero, Coquimbo Unido. Sin embargo, se retiró con la camiseta serenense un 8 de mayo de 1983, contra Colchagua en un encuentro válido por el Campeonato de Apertura de la Segunda División de Chile. 

## Vida Personal
En 2014 recibió la Medalla Ciudad de La Serena, en el marco del aniversario 470 del lugar. Dicho reconocimiento fue entregado por la entonces presidenta, Michelle Bachelet. 

## Clubes
| Club               | País  | Año       |
| ------------------ | ----- | --------- |
| Deportes Ovalle    | Chile | 1971      |
| Deportes La Serena | Chile | 1972-1977 |
| Deportes Ovalle    | Chile | 1978      |
| Deportes La Serena | Chile | 1979-1981 |
| Coquimbo Unido     | Chile | 1982      |
| Deportes La Serena | Chile | 1983      |